# Silas Katompa Mvumpa
Silas Katompa Mvumpa, w przeszłości znany jako Silas Wamangituka Fundu (ur. 6 października 1998 w Kinszasie) – kongijski piłkarz występujący na pozycji pomocnika. Wychowanek Olympic Matete, w trakcie swojej kariery grał także w takich zespołach, jak Olympique Alès oraz Paris FC.